# 湖北师范大学

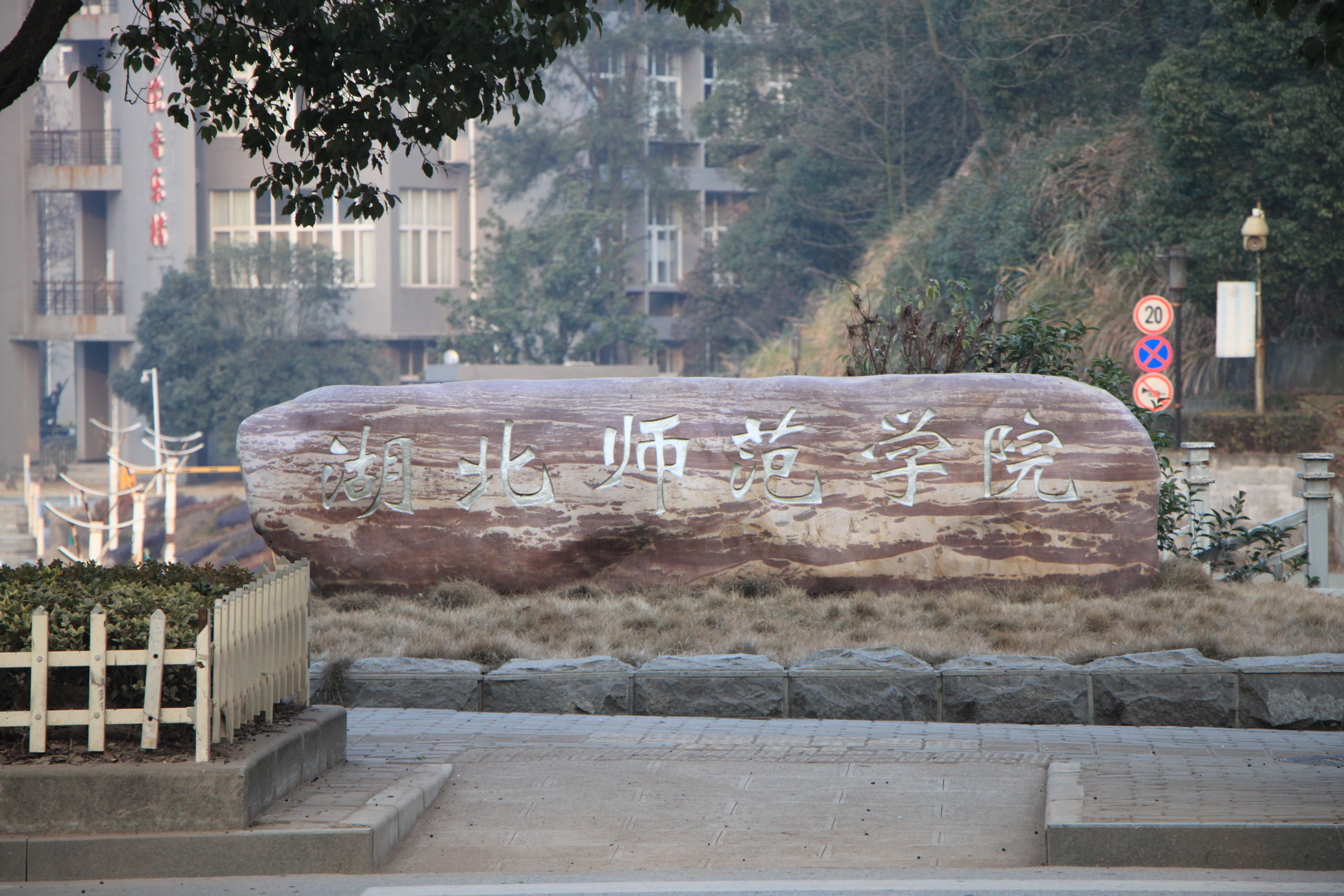
湖北师范大学南二门

湖北师范大学是一所中国湖北省属综合性本科师范院校，具有硕士学位授予权，曾名湖北师范学院。2016年3月经教育部批准后改名为湖北师范大学。

## 历史沿革
湖北师范大学前身是1973年成立的华中师范学院（现名为华中师范大学）黄石分院，1977年，学院开办本科教育，并获得恢复高考后首批学士学位授予权。1978年经国务院批准，学院更名为黄石师范学院，成为省属独立建制的本科师范院校。1985年湖北省人民政府决定，学院改名为湖北师范学院。1986年开始与湖北大学联合招收培养硕士研究生。2002年学院接受并通过全国本科教学工作合格评估。2006年初学院正式成为硕士学位授予单位。2016年该校改名湖北师范大学。

## 院系设置
- 经济管理与法学院
- 马克思主义学院
- 教育科学学院
- 体育学院
- 文学院
- 外国语学院
- 历史文化学院
- 数学与统计学院
- 物理与电子科学学院
- 化学化工学院
- 城市与环境学院
- 生命科学学院
- 电气工程与自动化学院
- 人工智能与计算机学院
- 音乐学院
- 美术学院
- 材料科学与工程学院（分析测试中心）

另有继续教育学院、教师教育学院（附属学校教育集团）、国际教育学院三个直属单位。